# Hitparade Rock Songs
Hitparade Rock Songs es un conteo o lista anual de las diez canciones de rock más vendidas en Suiza publicado por el sitio web Swchweiser Hitparade. La primera canción en llegar al número uno fue «Tighten Up» del dúo The Black Keys en el año 2011.
En 2012 el grupo Metallica alcanzó el récord con Beyond Magnetic después de que este vendiera 600000 copias, siendo la pista con más ventas digitales colocada en la historia del Hitparade Rock Songs, a pesar de que este fuera un EP se contó como sencillo por su corta duración. La banda alemana Rammstein tiene el récord de tener un sencillo en la lista por dos años consecutivos. En 2012 Marilyn Manson logró el récord de tener la mayor cantidad de canciones en un conteo, colocando 5 canciones de su disco Born Villain en la lista del año del 2012. La canción «Slo-Mowtion» de Marilyn Manson tiene el récord de entrar a la lista con solo 1000 ventas convirtiéndose en la pista con menos ventas incluida en el conteo. El conteo se basa en el número de ventas digitales, airplays y reproducciones en You Tube. Hitparade Rock Songs no se publicó en 2015 por la revista de suiza por razones desconocidas.

## Artistas y canciones con mayores ventas (+100.000)

### 2011
- The Black Keys - Tighten Up - 500.000
- Korn con Feed Me - Bleeding Out - 400.500
- Korn feat. Noisia - Let's Go - 400.000
- Foo Fighters - Walk - 200.100

### 2012
- Metallica - Beyond Magnetic - 600.000
- Lou Reed con Metallica - Iced Honey - 500.400
- Marilyn Manson - No Reflection - 500.000
- Marilyn Manson con Johnny Depp - You're So Vain - 100.000

## Citas y referencias
1. ↑  hitparade rock songs 2011
2. ↑  hitparade rock songs 2012

- Datos: Q17057935